# Мухін Валерій Петрович
Валерій Петрович Му́хін (нар. 16 квітня 1946, Ставрополь) — український живописець; член Спілки художників України з 1995 року.

## Життєпис
Народився 16 квітня 1946 року в місті Ставрополі (нині Російська Федерація). 1978 року закінчив Львівський інститут прикладного та декоративного мистецтва, де навчався у Володимира Овсійчука.
Мешкав у Ялті в будинку на вулиці Московській, № 29, квартира № 18. Викладав у Кримському гуманітарному університеті.

## Творчість
Працює в галузі станкового живопису. Серед робіт: «Знаки Христа» (1991), «Любов моя, Росія» (1993).
Роботи художника зберігаються в авторській і приватних колекціях ближнього та далекого зарубіжжя, у Запорізькому художньому музеї, у Лівадійському палаці, у Будинку-музеї  Антона Чехова в Гурзуфі, Ялтинському історико-літературному музеї.